# 卡利努斯
卡利努斯（英語：Callinus），约活动于公元前7世纪前后。古希腊以弗所的挽歌体诗人之一。现存少量残篇，其中包括鼓励人们拿其武器保卫自己家园的诗句。